# Jaume Peral Juanola
Jaume Peral Juanola (Figueras, 1960) es un periodista español. En febrero de 2019 fue nombrado director general del conglomerado Catalunya Comunicació, sección audiovisual del Grupo Godó.

## Biografía
Licenciado en ciencias de la información por la Universidad Autónoma de Barcelona, fue corresponsal en Gerona de la Agencia EFE, de Radio Nacional de España y de Catalunya Ràdio. Posteriormente se incorporó a la redacción de Madrid de Catalunya Ràdio. En 1992 asumió la coordinación de Catalunya Informació, coincidiendo con la puesta en marcha de la emisora. Entre 1993 y 1995 dirigió las secciones de Economía, Sociedad y Política tanto de Catalunya Ràdio como de Catalunya Informació.
El 1995 asumió la subdirección de los Informativos y tres años más tarde fue designado jefe de los servicios informativos de Catalunya Ràdio y máximo responsable de Catalunya Informació —que, bajo su dirección, recibió un Premio Ondas 2002— hasta que con la llegada del tripartito fue sustituido por Jordi Lucea. En 2004 pasó a dirigir la comunicación de Catalunya Ràdio y el 2005 se incorporó a Televisión de Cataluña como jefe de comunicación. Desde 2011 hasta 2012 fue redactor del programa Parlament de Tv3. Desde mayo de 2012 ha sido el jefe de informativos de Televisión de Cataluña, en sustitución de Rosta Marqueta, que ocupaba el cargo desde 2007. El febrero de 2016 se anunció que sería el sucesor de Eugeni Sellent como director de Televisión de Cataluña, cargo que ocuparía hasta marzo de 2017, cuando fue sustituido por Vicent Sanchis.
En enero de 2018 fue elegido subdirector de RAC1 y RAC105. En febrero de 2019 fue nombrado director general del conglomerado Catalunya Comunicació, sección audiovisual del Grupo Godó, asumiendo la dirección de: 8tv, Veranda TV, RAC1, RAC105 TV y RAC105.